# Темний ліс (роман)
«Темний ліс» (кит. 黑暗森林, піньїнь: Hēi'àn sēnlín) — науково-фантастичний роман китайського письменника Лю Цисіня, опублікований в 2008 році; продовження роману «Проблема трьох тіл». Роман був позитивно оцінений критикою і читачами.
Сюжет, що охоплює часовий період у 200 років, описує підготовку людства до відбиття інопланетного вторгнення. Від загарбників неможливо приховати жодну інформацію, вони вже мають своїх агентів на Землі. Та на відміну від інопланетян, люди здатні думати одне, а робити інше. Тому низку осіб обирають втілити плани порятунку так, аби їхні наміри лишалися таємницею до останнього.

## Сюжет
Обернені до стіни. Початок XXI століття. Людство дізналося про існування населеної планети Трисоляріс, цивілізації якої загрожує знищення через поглинання однією з її зірок. Мешканці Трисолярісу, рівень науково-технічного розвитку яких набагато перевершує земний, приймають сигнал, надісланий з Землі за програмою пошуку позаземних цивілізацій, і таким чином дізнаються, що Земля придатна для життя. Вони посилають космічний флот для захоплення Сонячної системи, що прибуде до мети через 400 років. Але вже зараз з Трисолярісу до Землі спрямовано два суперкомп'ютери зі штучним інтелектом, згорнуті у протони — софони. Ці штучні частки блокують квантові фізичні дослідження, передають трисоляріанам розвідувальну інформацію і забезпечують їх зв'язок з членами Організації «Земля-Трисоляріс» (ОЗТ) — ідейними прихильниками трисоляріанського вторгнення. Софонна розвідка дозволяє загарбникам зчитувати мову, документи, комп'ютерну пам'ять. Однак, із захоплених даних ОЗТ стає зрозуміло, що трисоляріани не розділяють поняття «мислення» і «мова», адже спілкуються безпосередньо через електромагнітні хвилі, створювані мозками одне одного. Тому трисоляріани практично нездатні до брехні і її розпізнання.
В цих умовах Рада оборони планети (РОП), створена при ООН, запускає проєкт «Обернені до стіни» (від назви монахів), в рамках якого кілька видатних людей повинні розробити і реалізувати власні стратегії відбиття вторгнення, приховуючи їхню справжню суть як від іншопланетян, так і від інших людей. Вони отримують величезні ресурси і повноваження для виконання своєї місії. «Оберненими» стають міністр оборони США Фредерік Тайлер, президент Венесуели, соціаліст Мануель Рей Діас, британський нейрофізіолог і президент Євросоюзу Білл Хайнс і нікому не відомий китайський астроном і соціолог Ло Цзі. Останній не розуміє, чому його обрали та відмовляється, проте фактично лишається на посаді. ОЗТ отримує з Трисоляріса наказ зірвати цей проєкт і обирає зі своїх членів трьох «Руйнівників», які повинні розкрити справжні плани «Обернених», використовуючи дані софонів.
Невдовзі телескоп «Габбл II» відкриває навколо Трисоляріса кільце пилу. Ударні хвилі в ньому свідчать, що флот у приблизно тисячу кораблів справді вирушив до Землі.
Заклинання. «Руйнівники» слідкують за «Оберненими» впродовж багатьох років і представляють загарбникам з Трисолярісу своє бачення справжніх намірів «Обернених»:
- Тайлер пропонує створити флот космічних винищувачів — «Рій москітів», озброєних термоядерними бомбами, котрі будуть підірвані поблизу кораблів трисоляріан. Він шукає для них пілотів-камікадзе в усьому світі, але не знаходить, навіть таємно звернувшись до ісламських терористів. Через 5 років перший «Руйнівник» публікує справжній план Тайлера. ОЗТ підштовхнуть до ідеї захопити «Рій москітів» та знищити ним земний флот. Залишки «рою» буде відправлено на возз'єднання з супротивником з даром у вигляді запасів чистої води. Тайлер замислює, що поряд з прибульцями винищувачі таємно перейдуть на автопілот і атакують флот трисоляріан. РОП засуджує цей план, хоча і припускає, що Тайлер приховує частину свого задуму. Але Тайлер здійснює самогубство, чим підтверджує вірність аналізу «Руйнівника».
- Рей Діас наказує спроєктувати термоядерну бомбу найвищої можливої потужності. Він вимагає виготовити якнайбільше таких бомб, а випробування першого зразка, попри його вартість, проводить на Меркурії. Через 17 років роботи другий «Руйнівник» публікує справжній задум Рея Діаса. Вибух мільйонів бомб Діаса зіштовхне Меркурій з орбіти і призведе до його падіння на Сонце; викинута сонячна речовина почне гальмувати інші внутрішні планети і рано чи пізно на Сонце впадуть вже вони. Після встановлення всіх бомб Діас звернеться до трисоляріан з ультиматумом: він знищить єдину планетну систему, до якої вони здатні дістатися, якщо вони не відмовляться від вторгнення. План Рея Діаса викликає бурю обурення в РОП, його пропонують судити, але він погрожує підірвати ще одну бомбу, заховану в Нью-Йорку. Вибуху запобігає лише пристрій на його руці, що відслідковує життєві показники. Діаса відпускають на батьківщину, де його забиває камінням натовп, розлючений його справжнім планом.
- Хайнс зі своєю дружиною, Кейко Ямасукі, шукає способи розвитку розумових здібностей людей для комунікації в обхід софонного стеження. Під час дослідження мозку вони виявляють в ньому центр критичного мислення, який можна блокувати електромагнітним впливом і таким чином вселити в людину безумовну віру в будь-яке твердження, повідомлене людині під час процедури. Заявивши на засіданні РОП про відкриття, яке він назвав «ментальною печаткою», Хайнс пропонує боротися з пораженством у військах шляхом вселення військовим віри в перемогу. Коли минає обурення цим «замахом на свободу думки», РОП погоджується відкрити «Центр віри», який проводить «запечатування» тільки у вояків-добровольців, крім вищих чинів. Глибші дослідження мозку блокуються софонами і Хайнс з дружиною лягають в гібернацію до зміни ситуації.
- Ло Цзі віддається гедонізму: вимагає збудувати для себе маєток в горах та знайти дівчину його мрії. Через кілька років вона розуміє, що Цзі не працює над жодним проєктом і просить РОП покласти їх з дочкою в гібернацію до «битви Судного дня», аби стимулювати чоловіка до роботи. Разом з цим РОП розкриває причину вибору Ло «Оберненим»: незадовго до старту проєкту трисоляріани наказали ОЗТ вбити його. Ло припускає, що причиною могла бути його розмова з засновницею ОЗТ Є Веньцзє, в якій вона запропонувала йому розробити космічну соціологію. Одного разу на Ло сходить розуміння і він пропонує РОП передати в космос радіоповідомлення з координатами зорі, що знаходиться за 50 світлових років від Сонця. За твердженням Ло, це «заклинання» таємничим чином спричинить вибух зорі. ОЗТ здійснює черговий замах на Ло з використанням «націленого» вірусу, нешкідливого для всіх, окрім носія певної ДНК. Сучасна медицина не може його врятувати і Ло кладуть в гібернацію в надії на медицину майбутнього. «Заклинання» передають в космос, використавши Сонце як підсилювач сигналу.
- Чжан Бейхай — політкомісар Військово-космічних сил Китаю, один з небагатьох військових, які вірять у можливість перемоги. Дізнавшись, що розробка перспективних електромагнітних двигунів блокується лобістами традиційних хімічних двигунів з аерокосмічних корпорацій, він розстрілює тих у відкритому космосі вирізаними з метеоритів кулями, а замах маскує під метеорну атаку. Він пропонує покласти в гібернацію найкращих політичних офіцерів для ведення пропаганди в майбутньому, коли проблема пораженства стане ще серйознішою, і сам потрапляє в їхню групу.

Пробудження. Хайнса і Ло Цзі пробуджують через 200 років. Людство зробило величезний технологічний прорив, хоч і не просунулося у фундаментальній фізиці через бар'єр софонів. Три космічних флоти, які налічують в сумі дві тисячі бойових кораблів, стали суверенними державами, об'єднаними в Конгрес космічних флотів (ККФ). На Землі панує епоха розкоші і високих технологій, людей давно не лякає вторгнення. Вони вірять у технічну перевагу земного флоту. На засіданні ККФ — спадкоємця РОП — Хайнсу і Ло Цзі оголошують про закриття проєкту «Обернені»: «запечатування розуму» давно заборонено, а експеримент з «прокляттям» зірки не вдався.
Тоді Кейко Ямасукі оголошує себе третім «Руйнівником» і викладає справжній план свого чоловіка. Хайнс — переконаний пораженець та ескапіст, який вважає єдиним способом врятувати людство втечу до інших планет. Він непомітно змінив програму нейронного сканера «Центру віри», і той впровадив бійцям віру в поразку, щоб вони втекли при першій нагоді. Хайнс передав таємній організації ще кілька сканерів; ця організація, що постачає переконаних пораженців, може існувати досі. Трисоляріани ж прагнуть не допустити, щоб істоти, чиї думки приховані від них, оселилися де-небудь іще.
Побоюючись наявності «запечатаних» серед капітанів кораблів, що керуються одноосібно капітаном за допомогою інформаційної системи, командування вирішує на час розслідування передати керування кораблями офіцерам з минулого, які лягли в гібернацію до винаходу «ментальної печатки». Один з них, Чжан Бейхай, отримавши управління флагманом Азіатського флоту кораблем «Природний добір», робить саме те, чого так побоювалися від «запечатаних» — викрадає його й веде до однієї з найближчих зірок. Чжан ще в перші роки кризи вирішив, що без розвитку фундаментальної фізики людство буде розгромлене і на багато років одягнув маску тріумфаліста в надії якось отримати управління міжзоряним кораблем. У погоню за ним вирушають ще чотири кораблі різних флотів.
Темний ліс. У Сонячну систему входить перший з групи трисоляріанських зондів, який на 200 років випередив основний флот. Багато хто вважає, що зонд у формі дзеркальної краплі — символ миру, подарунок трисоляріан, і вирішили перейти до переговорів. Не домовившись про пріоритет у його перехопленні і бажаючи справити враження на землян, флоти посилають до нього всі свої бойові кораблі. Дослідження зонда показує, що його ідеально гладка поверхня складається з речовини, пов'язаної сильною ядерною взаємодією і за міцністю непорівнянна ні з чим доступним землянам.
Крапля пробиває кораблі наскрізь, жодна зброя не завдає їй анінайменшої шкоди. Лише двом кораблям з двох тисяч вдається піти від Краплі на максимальному прискоренні. Розгром флоту шокує землян, в суспільстві починається хаос. Крапля добирається до точки Лагранжа системи Земля-Сонце і створює сигнал, що, посилившись Сонцем, блокує всі радіоповідомлення з Сонячної системи. Дізнавшись про розгром флоту, капітани кораблів, посланих на перехоплення Чжана Бейхая, присягають йому на вірність. Вони вирішують шукати іншу планету, придатну для життя, але незабаром усвідомлюють, що їм бракує ресурсів, а політ з поточною швидкістю займе десятки тисяч років. Ці кораблі повертаються аби зібрати ресурси з залишків інших кораблів і покидають Сонячну систему в різних напрямках, припинивши будь-який зв'язок із Землею.
Дізнавшись про це, Ло Цзі остаточно переконується у своїй «космічній соціології» і пояснює її своєму приятелеві Ши Цяну. Кожна космічна цивілізація прагне безмежно розширитися, але кількість ресурсів в кожній галактиці обмежена, тому всі цивілізації, здатні до міжзоряних перельотів, стають суперниками за ті самі ресурси. Кожна цивілізація А, яка дізналася про існування іншої досить розвиненої цивілізації, не може бути повністю впевнена, що та не стане її ворогом; вона навіть не може покладатися на технологічне відставання цивілізації В, тому що наука і техніка розвиваються по експоненті і можуть обігнати цивілізацію А. Тому кожна цивілізація, технологія якої дозволяє знищувати інші, буде знищувати всі цивілізації, про які дізнається, щоб самій не стати жертвою такого нападу. Цим і пояснюється парадокс Фермі — високорозвинені цивілізації не розголошують факту свого існування, тому що розголошення неминуче призведе до нападу. Ло називає це «теорією темного лісу», використовуючи метафору з лісом, повним мисливців, що таяться, та нападають на будь-кого, хто видає себе.
Співробітники ККФ знову перевіряють, що стало з «проклятою» зорею і виявляють, що вона вибухнула. Ло пояснює, що видавши координати зорі, змусив якусь цивілізацію знищити її. ККФ відновлює Ло в статусі «Оберненого до стіни», і покладає на нього надії так само знищити зорю Трисолярісу. В суспільстві виникає його культ. Коли той пояснює, що без Сонця як підсилювача радіохвиль це нездійсненно, його просять для заспокоєння громадськості очолити проєкт «Сніг» з раннього виявлення інших Крапель, які увійдуть в Сонячну систему. Навколо Сонця вибухами атомних бомб буде розпорошено кільце космічного пилу, проходження зондів крізь яке залишить у ньому ударні хвилі, видимі в телескопи. Знання траєкторій зондів допоможе прокласти безпечну траєкторію для кораблів Виходу, що вирушать на пошуки іншої домівки для людства.
Люди зневірюються і в Ло Цзі, і в його «заклинанні», вважаючи, що астроном просто побачив ознаки природної смерті зорі та передбачив її час. Ло впадає в алкоголізм, на його будинок починаються напади, а через два роки сусіди виганяють його. Ло готовий вчинити самогубство, але перед цим звертається з ультиматумом до Трисолярісу. Він розташував бомби проєкту «Сніг» у визначеному порядку. За допомогою такого ж пристрою, як у Діаса, смерть Ло спричинить вибух бомб, що утворять хмари пилу, котрі періодично поглинатимуть світло Сонця. З точки зору інших цивілізацій Сонце почне мерехтіти, передаючи сигнал, у якому закодовано координати системи Трисоляріса. Таким чином і Земля і Трисоляріс стануть цілями для нападу. Трисоляріс виходить на зв'язок через софони і приймає ультиматум: блокування радіосигналів з Сонячної системи припиняється, решта Крапель і флот змінюють курс та дають себе спостерігати. Трисоляріани вказують, що екіпажі їхніх кораблів не зможуть вижити довго, тоді Ло Цзі пропонує заручитися підтримкою людей для їх порятунку. Для спілкування між двома цивілізаціями Ло радить скористатися гравітаційно-хвильовими антенами і тоді люди, надолуживши своє відставання, зможуть допомогти трисоляріанам. Таким чином, Ло Цзі виконує місію «Оберненого».
Через 5 років Ло Цзі з родиною їдуть дивитися на гравітаційно-хвильову антену, побудовану на Землі з використанням трисоляріанських технологій. На зв'язок з Ло виходить іншопланетянин, який намагався відмовити землян від спілкування два століття тому. Він радий порозумінню та припускає, що десь у Всесвіті ще є інші цивілізації, готові жити в мирі.

## Критика і сприйняття читачами
Роман був позитивно оцінений критикою. Журнал Kirkus Reviews вніс його в свій список кращих фантастичних творів 2015 року з такою рецензією: «Розвиток сюжету фокусується на досить похмурих, але вкрай переконливих філософських концепціях автора, з дивовижними ідеями і безладною, нелінійної, структурою оповідання, що постійно відступає в бік від основної лінії і вимагає терпіння, але добре винагороджує читача».
Сайт BuzzFeed також відмітив: «Захопливе продовження історичної трилогії, здорова доза науки і багатий уявний світ, висвітлює реальні історичні та філософські проблеми. Вас буде зачаровувати кожен поворот сюжету в цій серії, від початку і до кінця».
Книжкове видавництво Barnes & Noble пише: «значна частина сюжету обертається навколо Ло Цзі й складається з серії вражаючих уявних експериментів, що проводяться з виразно ексцентричної точки зору».
У рецензії видання Booklist написано: «У романі „Завдання трьох тіл“ була продемонстрована лише частина чудової і могутньої уяви Лю. Великий набір персонажів утворює решітку точно розставлених вузлових моментів, навколо яких історія сплітається і з'єднується з чудовими моментами одкровення».
Згідно з рецензією професора політології Стівена Бенедикта Дайсона у The Washington Post, Лю глибоко розуміє мислення політиків, їх злопам'ятність, безглуздість і, часом, неадекватність, а логіка його «космічної соціології» дотримується логіки деяких класичних праць з міжнародних відносин.
Дейв Хейсом, оглядач Asian Rewiew of Books, пише: «хоча, за словами Лю, він не використовує фантастику як замаскований спосіб критики сьогодення, важко не помітити його енвайронменталиського опису Землі як планети, умови життя на якій варті того, щоб летіти до неї 400 років, а опис життя людей під постійним наглядом софонів нагадує, наскільки прозорішим стало наше життя в останні роки, з розвитком технологій цифрового стеження і постійними витоками даних».
Оглядач фензіну з наукової фантастики SF Signal Рейчел Кордаско поставив роману максимальну оцінку та назвав позитивними сторонами роману обговорення наукових і філософських питань про місце людства у Всесвіті, «моторошно-чудову і дуже круту» сцену битви земного флоту з трисоляріанським зондом, а також — правдоподібні образи головних героїв, що розвиваються і поєднують стратегічне мислення з добрими намірами.
За словами Ніела Александера, автора рецензії на сайті видавництва Tor Books, у книги є недоліки, такі, як багатослівність, часом прісні діалоги, незначні персонажі другого плану, а також важка читаність першої чверті книги, але, тим не менш, це великий твір із складним головним героєм, захопливою історією з високими ставками і чудовим сетингом.
На сайті читацьких рецензій Goodreads роман має середню читацьку оцінку 4,38/5 на підставі 8,5 тисяч оцінок, на сайті інтернет-магазину Amazon — 4,6/5 на підставі 400 оцінок.
Шанувальники книги створили кілька комп'ютерних анімаційних фільмів за її мотивами. Один з них, 15-хвилинний короткометражний фільм «Крапля» про трисоляріанський зонд, створений американським студентом під враженням від роману і фільму «Космічна одіссея 2001 року», високо оцінили Лю Цисінь і компанія-видавець роману англійською мовою.
На честь книги названа розроблена компанією Facebook програма з штучним інтелектом для гри в го Darkforest.

## Переклади українською
- Лю Цисінь (2019). Темний ліс. Переклад з китайської: Євген Широнос. Київ: BookChef. 704 стор. ISBN 978-617-7561-08-7.

## Адаптація
- «Три тіла» ( 三体, 2022) — анімаційний серіал виробництва КНР[12].